# Mass of the Children
La Mass of the Children (messe des enfants) est une œuvre chorale du compositeur anglais John Rutter. Il s'agit d'une messe brève non liturgique qui intègre les textes de l'ordinaire de la messe sans le Credo (en grec et en latin), entrecoupés de poèmes en anglais. La première a eu lieu le 13 février 2003 au Carnegie Hall (New York).

## Structure
L'œuvre se compose de cinq mouvements: 
1. Kyrie (Texte liturgique et poème de Thomas Ken A Morning Hymn)
2. Gloria (Texte liturgique)
3. Sanctus et Benedictus (Texte liturgique)
4. Agnus Dei (Premier vers du texte liturgique et poème de William Blake The Lamb)
5. Finale (Dona nobis pacem)

## Analyse
Le Kyrie se compose du texte liturgique ainsi que d'un poème de Thomas Ken. Le Gloria et le Sanctus/Benedictus se composent uniquement du texte liturgique. 
Le final se compose du deuxième vers du texte liturgique de l'Agnus Dei (Agnus Dei qui tollis peccata mundi, dona nobis pacem) ainsi que deux adaptations de prières par John Rutter et du poème de Thomas Ken An Evening Hymn.
L'utilisation des poèmes de Thomas Ken A Morning Hymn (hymne du matin) et An Evening Hymn (hymne du soir) crée une correspondance entre la messe et le déroulement d'une journée, du lever au coucher. 
La Mass of the Children est écrite pour chœur d'enfant (SSA) et chœur mixte (SATB), baryton et soprano. Il existe avec trois instrumentations différentes:
1. Orchestre symphonique
  - Cordes, 2 flûtes, 2 hautbois, 2 clarinettes, 2 bassons, 2 cors, 2 trompettes, timbales, percussions, harpe
2. Orchestre de chambre et orgue
  - Flûte, hautbois, clarinette, basson, cor, timbales, percussions, harpe, contrebasse, orgue
3. Orchestre d'harmonie (avec ou sans chœurs)